# Car-bomba
Car-bomba (rus. Царь-бомба) zapadni je nadimak za sovjetsku termonuklearnu bombu AN602 (АН602), poznatu i kao RDS-202 (РДС-202) i RN202 (РН202), te pod kodnim imenom Ivan. To je najjače nuklearno oružje ikad detonirano. Projektirana je kao fisijsko-fuzijsko-fisijska bomba snage ekvivalentne eskploziji 100 megatona TNT-a, no zbog prevelika rizika od zračenja i širenja radioaktivnih čestica atmosferom, izvedena je kao fisijsko-fuzijska bomba dvostruko manje snage (50 Mt TNT-a). Izgrađene su dvije bombe, jedna prava i jedna kopija, a testirana je 30. listopada 1961. godine na otočju Novaja zemlja. Nikada nije ušla u vojnu službu i bila je samo za pokazivanje sovjetske moći i tehnologije u to vrijeme.
Snage oko 3300 puta jača nego bomba bačena na Hirošimu, eksplozija je bila toliko jaka, da je digla gljivu-oblak visine 64 kilometra. U trenutku detonacije nastala je vatrena kugla širine 8 kilometara. Sve zgrade, kuće, građevine i stabla u krugu od 55 kilometara su jednostavno sravnjene sa zemljom i uništene do neprepoznatljivosti. U krugu stotinama kilometara, drvene kuće su spaljene, betonske ostale bez pola zidova i svih vrata, prozora i krovova.
Vrućina eksplozije je mogla prouzrokovati opekline trećeg stupnja u krugu od 300 kilometara. Udar se osjetio u krugu od 700 kilometara, stakla prozora su popucala u krugu od 900 kilometara.
Atmosfersko fokusiranje je čak prouzrokovalo neke slomljene prozore u Finskoj i Norveškoj, iako su udaljene više od 1000 kilometara od mjesta detonacije.
Bomba je prouzrokovala potres 5,5 po Richteru. Udarni valovi su obišli zemlju 3 puta.

## Vanjske poveznice
- |  | Zajednički poslužitelj ima još gradiva o temi Car-bomba |